# 철봉 (놀이)

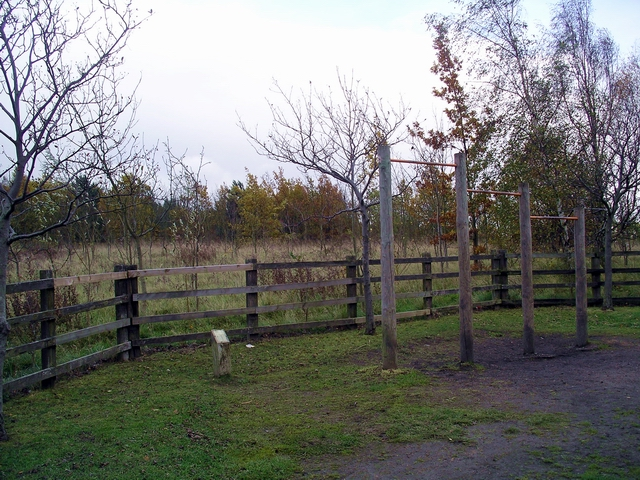
철봉

철봉(鐵棒)은 놀이기구의 일종이며, 그것을 사용한 놀이의 이름이기도 하다. 일반적으로 놀이터나 체육관 바닥에 2개의 지주가 꽂아져 있으며 그 2개의 지주는 금속 막대기로 이어져 있다. 이 막대기를 이용하여 몸을 상하 방향으로 회전시키는 운동, 턱걸이 운동 등을 한다.